# Firefly Studios
Firefly Studios è un'azienda inglese dedita allo sviluppo di videogiochi con sede nella città di Londra, fondata nel 2000 da Eric Ouellette e Simon Bradbury.
L'azienda è principalmente conosciuta per aver sviluppato videogiochi strategici in tempo reale, tra i quali spiccano i diversi capitoli della serie Stronghold.

## Videogiochi
| Anno | Titolo                         | Piattaforma |
| ---- | ------------------------------ | ----------- |
| 2001 | Stronghold                     | Windows     |
| 2002 | Stronghold: Crusader           | Windows     |
| 2003 | Space Colony                   | Windows     |
| 2005 | Stronghold 2                   | Windows     |
| 2006 | CivCity: Rome                  | Windows     |
| 2006 | Stronghold Legends             | Windows     |
| 2008 | Stronghold: Crusader Extreme   | Windows     |
| 2011 | Stronghold 3                   | Windows     |
| 2012 | Stronghold Kingdoms            | Windows     |
| 2014 | Stronghold Crusader 2          | Windows     |
| 2016 | Wonky Tower                    | Windows     |
| 2017 | MetaMorph: Dungeon Creatures   | Windows     |
| 2021 | Stronghold: Warlords           | Windows     |
| 2021 | Romans: Age of Caesar          | Windows     |
| 2023 | Stronghold: Definitive Edition | Windows     |